# Comuna Čačinci, Virovitica-Podravina
Čačinci este o comună în cantonul Virovitica-Podravina, Croația, având o populație de 2.802 locuitori (2011).

## Demografie
Componența etnică a comunei Čačinci
     Croați (90,94%)
     Sârbi (7,24%)
     Necunoscut (0,54%)
     Neclasificat (1,14%)
Componența confesională a comunei Čačinci
     Catolici (87,65%)
     Ortodocși (8,39%)
     Fără religie și atei (1,07%)
     Necunoscută (1,36%)
     Alte religii (1,53%)
Conform recensământului din 2011, comuna Čačinci avea 2.802 locuitori. Din punct de vedere etnic, majoritatea locuitorilor (90,94%) erau croați, cu o minoritate de sârbi (7,24%). Apartenența etnică nu este cunoscută în cazul a 0,54% din locuitori. Din punct de vedere confesional, majoritatea locuitorilor (87,65%) erau catolici, existând și minorități de ortodocși (8,39%) și persoane fără religie și atei (1,07%). Pentru 1,36% din locuitori nu este cunoscută apartenența confesională.